# بخش بود
بخش بود (به انگلیسی: Boudh district) یک بخش در هند است که در اودیسا واقع شده‌است. بخش بود ۳٬۰۹۸ کیلومتر مربع مساحت و ۴۳۹٬۹۱۷ نفر جمعیت دارد.